# Spust
Spust je oznaka sportske disicpline u alpskom skijanju ali i drugim sportovima u kojima natjecatelj prolazi dugu i strmu stazu. Tako je disciplina spust osim u skijanju poznata i u brdskom biciklizmu, u kajaku i kanuu na divljim vodama, itd.

## Spust u aplskom skijanju
Spust je najbrža disciplina u alpskom skijanju. Uz super-veleslalom spada u tzv. brze discipline, za razliku od tehničkih disciplina u koje spadaju slalom i veleslalom. Izvodi se na posebno strmim i dugačkim stazama, s relativno malim brojem vrata i zavoja te dugim ravnim dijelovima. Osnovna karakteristika ove discipline je velika brzina kojom skijaš prolazi stazom, te se stoga smatra i najopasnijom jer padovi pri tim brzinama mogu biti kobni. Danas na natjecanjima spusta nije rijetkost da skijaš znatno premaši brzinu od 130 kilometara na sat!
Natjecanje u spustu se sastoji od jedne vožnje koja traje otprilike dvije minute, ovisno o stazi, konfiguraciji terene, vremenskim prilikama i vještini skijaša. Prema važećim standardima staza je u spustu označena vratima, tj. štapovima označenim zastavicama u dvije boje, naizmjenično plava i crvena. Jedna vrata formirana su od 4 štapa, po dva lijevo odnosno desno između kojih je razapeta zastavica.
Međunarodna skijaška federacija detaljno propisuje sve parametre staze, te je tako u spustu propisan raspon visinske razlike od starta do cilja (800-1100 metara), širina pojedinih vrata (najmanje 8 metara), te brojni drugi detalji. Sve navedene mjere se odnose na muški spust, a postoje i pravila za ženski spust. Mlađe kategorije u pravilu ne voze spust. Za spust je specifično i to da je propisana i obavezna sigurnosna oprema, primjerice obavezna je uporaba skijaške kacige.